# Gmina Milna
Gmina Milna (chorw. Općina Milna) – gmina w Chorwacji, w żupanii splicko-dalmatyńskiej. W 2011 roku liczyła 1034 mieszkańców.

## Miejscowości
Gmina składa się z następujących miejscowości:
- Bobovišća
- Ložišća
- Milna